# Alvaschein
Alvaschein (Retoromaans: Alvaschagn; Italiaans (verouderd): Alvisigno of Alvesagno) is een voormalige gemeente en is een plaats in het Zwitserse kanton Graubünden, en maakt deel uit van het district Albula. In 2015 is de gemeente gefuseerd samen met de andere gemeenten Alvaneu, Brienz/Brinzauls, Mon, Stierva, Tiefencastel en Surava tot de nieuwe gemeente Albula/Alvra.
Alvaschein telt 143 inwoners.